# Rajd Lipawy 2019

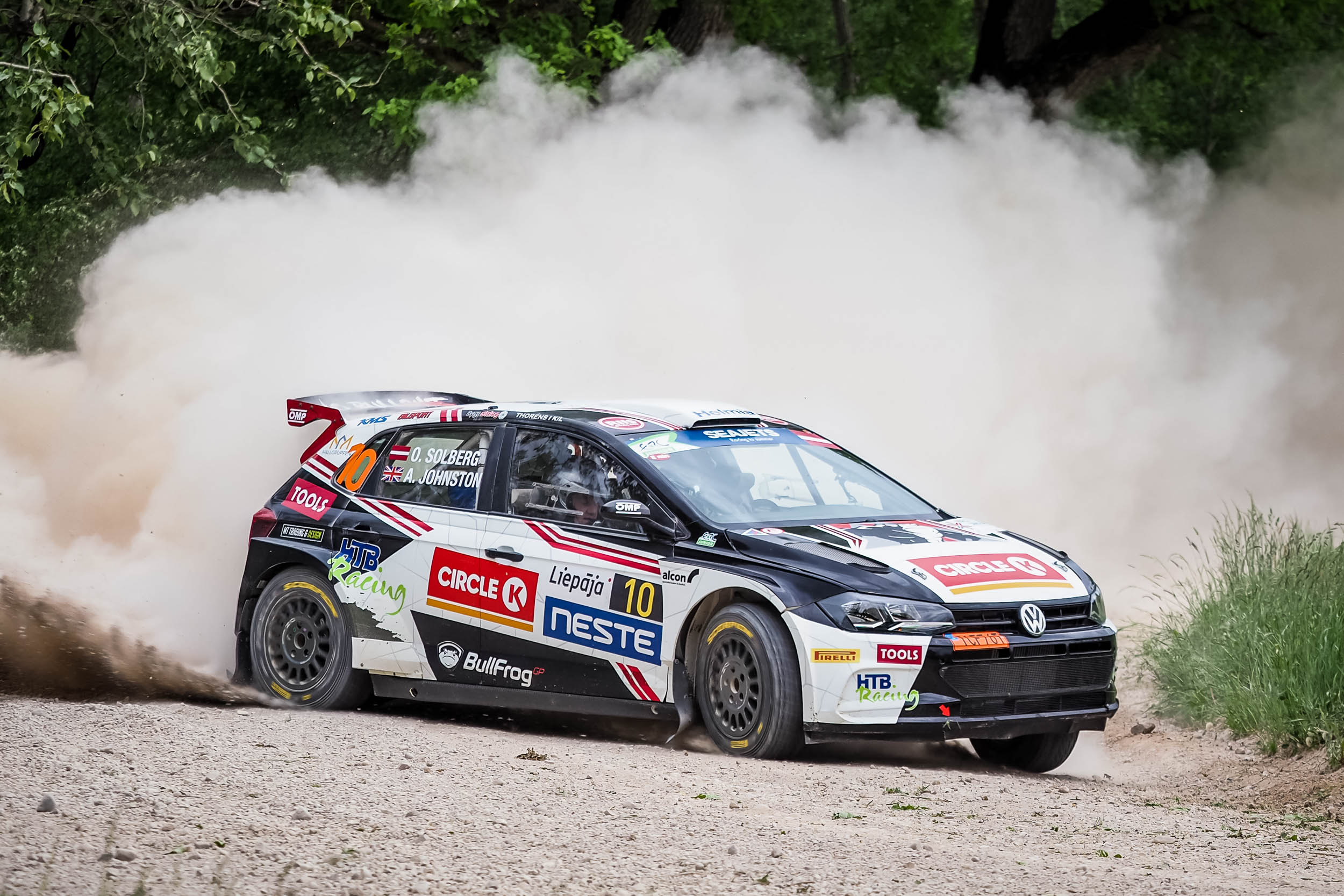
Oliver Solberg zwycięzca rajdu

Rajd Lipawy 2019 (Rally Liepāja 2019) – 7 edycja rajdu samochodowego Rajdu Lipawy, rozgrywanego na Łotwie. Rozgrywany był od 24 do 26 maja  2019 roku. Bazą rajdu była miejscowość Lipawa. Była to trzecia runda Rajdowych Mistrzostw Europy w roku 2019. Składał się z trzynastu odcinków specjalnych.
Rajd wygrał Norweg jeżdżący z łotewską licencją Oliver Solberg, który wygrał dziesięć z trzynastu odcinków specjalnych. To syn mistrza świata WRC z roku 2003 Pettera Solberg, który odniósł swoje pierwsze zwycięstwo w mistrzostwach Europy, zostając także najmłodszym zwycięzcą rundy ERC, uczynił to mając skończone siedemnaście lat i nie posiadając jeszcze prawa jazdy. W rajdzie tym mógł wystartować jedynie dlatego, iż łotewskie  prawo dopuszcza poruszanie się po drogach publicznych osób w trakcie nauki jazdy. Dlatego właśnie na tylnej szybie Volkswagena Polo R5, którym poruszał się Olivier Solberg widniał symbol „M”. To umożliwiło Norwegowi poruszanie się na dojazdówkach między odcinkami specjalnymi. Drugie miejsce zajął Rosjanin Aleksiej Łukjaniuk, który wygrał trzy odcinki specjalne i dla którego było to piętnaste podium w eliminacjach ERC. Trzecie miejsce zajął Łotysz Mārtiņš Sesks, dla którego był to jego pierwsze podium w mistrzostwach Europy.  

## Lista startowa[5]
Poniższa lista startowa obejmuje tylko zawodników startujących i zgłoszonych do rywalizacji w kategorii ERC w najwyższej klasie RC2, samochodami najwyższej klasy mogącymi startować w rajdach ERC - klasy R5.  
| Nr. | Zespół                                | Kierowca                   | Pilot                | Samochód               |
| --- | ------------------------------------- | -------------------------- | -------------------- | ---------------------- |
| 1   | Sports Racing Technologies            | Łukasz Habaj               | Daniel Dymurski      | Škoda Fabia R5         |
| 2   | Toksport WRT                          | Chris Ingram               | Ross Whittock        | Škoda Fabia R5         |
| 3   | Marijan Griebel                       | Marijan Griebel            | Stefan Kopczyk       | Škoda Fabia R5         |
| 4   | Mol Racing Team                       | Norbert Herczig            | Ramón Ferencz        | Volkswagen Polo GTI R5 |
| 5   | Saintéloc Junior Team                 | Aleksiej Łukjaniuk         | Aleksiej Arnautow    | Citroën C3 R5          |
| 6   | Toksport WRT                          | Alexandros Tsouloftas      | Antonis Chrysostomou | Škoda Fabia R5         |
| 7   | Sweden National Team                  | Mattias Adielsson          | Andreas Johansson    | Citroën C3 R5          |
| 8   | Toksport WRT                          | Eyvind Brynildsen          | Cato Menkerud        | Škoda Fabia R5         |
| 9   | Agrorodeo                             | Vaidotas Žala              | Andris Mālnieks      | Škoda Fabia R5         |
| 10  | Sports Racing Technologies            | Oliver Solberg             | Aaron Johnston       | Volkswagen Polo GTI R5 |
| 11  | LMT Autosporta Akadēmija              | Mārtiņš Sesks              | Krišjanis Caune      | Škoda Fabia R5         |
| 12  | STARD                                 | Hirooki Arai               | Ilka Minor-Petrasko  | Citroën C3 R5          |
| 14  | Palmeirinha Rally                     | Paulo Nobre                | Gabriel Morales      | Škoda Fabia R5         |
| 16  | Érdi Team Kft.                        | Tibor Érdi jun.            | Szabolcs Kovács      | Škoda Fabia R5         |
| 17  | BRR Baumschlager Rallye & Racing Team | Albert von Thurn und Taxis | Bernhard Ettel       | Volkswagen Polo GTI R5 |
| 18  | ACCR Czech Rally Team I               | Filip Mareš                | Jan Hloušek          | Škoda Fabia R5         |
| 19  | Printsport Oy                         | Rakan Al-Rashed            | Hugo Magalhães       | Škoda Fabia R5         |
| 20  | Artur Muradian                        | Artur Muradian             | Paweł Czelebajew     | Ford Fiesta R5         |

## Zwycięzcy odcinków specjalnych
| Dzień | Numer odcinka | Długość  | Zwycięzca odcinka  | Samochód               | Czas    | Lider rajdu    |
| ----- | ------------- | -------- | ------------------ | ---------------------- | ------- | -------------- |
| 25 V  | OS1           | 14,92 km | Oliver Solberg     | Volkswagen Polo GTI R5 | 7:11.8  | Oliver Solberg |
| 25 V  | OS2           | 14,70 km | Oliver Solberg     | Volkswagen Polo GTI R5 | 7:05.6  | Oliver Solberg |
| 25 V  | OS3           | 28,68 km | Aleksiej Łukjaniuk | Citroën C3 R5          | 13:52.7 | Oliver Solberg |
| 25 V  | OS4           | 26,60 km | Oliver Solberg     | Volkswagen Polo GTI R5 | 13:05.2 | Oliver Solberg |
| 25 V  | OS5           | 15,15 km | Oliver Solberg     | Volkswagen Polo GTI R5 | 6:51.8  | Oliver Solberg |
| 26 V  | OS6           | 6,53 km  | Oliver Solberg     | Volkswagen Polo GTI R5 | 3:05.4  | Oliver Solberg |
| 26 V  | OS7           | 18,30 km | Oliver Solberg     | Volkswagen Polo GTI R5 | 9:02.6  | Oliver Solberg |
| 26 V  | OS8           | 10,29 km | Oliver Solberg     | Volkswagen Polo GTI R5 | 5:33.1  | Oliver Solberg |
| 26 V  | OS9           | 18,26 km | Aleksiej Łukjaniuk | Citroën C3 R5          | 8:51.7  | Oliver Solberg |
| 26 V  | OS10          | 10,81 km | Oliver Solberg     | Volkswagen Polo GTI R5 | 5:22.1  | Oliver Solberg |
| 26 V  | OS11          | 15,77 km | Oliver Solberg     | Volkswagen Polo GTI R5 | 7:37.8  | Oliver Solberg |
| 26 V  | OS12          | 10,81 km | Aleksiej Łukjaniuk | Citroën C3 R5          | 5:21.7  | Oliver Solberg |
| 26 V  | OS13          | 15,77 km | Oliver Solberg     | Volkswagen Polo GTI R5 | 7:21.7  | Oliver Solberg |

## Wyniki końcowe rajdu[6]
| Miejsce | Kierowca              | Pilot                | Samochód               | Czas      | Strata  | Pkt ERC |
| ------- | --------------------- | -------------------- | ---------------------- | --------- | ------- | ------- |
| 1       | Oliver Solberg        | Aaron Johnston       | Volkswagen Polo GTI R5 | 1:40:31.9 | -       | 39      |
| 2       | Aleksiej Łukjaniuk    | Aleksiej Arnautow    | Citroën C3 R5          | 1:40:54.6 | +22.7   | 30      |
| 3       | Mārtiņš Sesks         | Krišjanis Caune      | Škoda Fabia R5         | 1:41:29.3 | +57.4   | 25      |
| 4       | Chris Ingram          | Ross Whittock        | Škoda Fabia R5         | 1:41:48.7 | +1:16.8 | 20      |
| 5.      | Łukasz Habaj          | Daniel Dymurski      | Škoda Fabia R5         | 1:42:49.6 | +2:17.7 | 13      |
| 6.      | Filip Mareš           | Jan Hloušek          | Škoda Fabia R5         | 1:43:34.3 | +3:02.4 | 10      |
| 7.      | Marijan Griebel       | Stefan Kopczyk       | Škoda Fabia R5         | 1:44:03.9 | +3:32.0 | 8       |
| 8.      | Hirooki Arai          | Ilka Minor-Petrasko  | Citroën C3 R5          | 1:44:08.4 | +3:36.5 | 4       |
| 9.      | Eyvind Brynildsen     | Cato Menkerud        | Škoda Fabia R5         | 1:44:18.1 | +3:46.2 | 5       |
| 10.     | Mattias Adielsson     | Andreas Johansson    | Citroën C3 R5          | 1:44:44.5 | +4:12.6 | 1       |
| 11.     | Alexandros Tsouloftas | Antonis Chrysostomou | Škoda Fabia R5         | 1:44:55.8 | +4:23.9 | 1       |
| ...     | ...                   | ...                  | ...                    | ...       | ...     | ...     |
| 16      | Vaidotas Žala         | Andris Mālnieks      | Škoda Fabia R5         | 1:47:36.6 | +7:04.7 | 1       |

## Wyniki po 3 rundach
Kierowcy
| Msc. | Kierowca           | Punkty |
| ---- | ------------------ | ------ |
| 1    | Łukasz Habaj       | 71     |
| 2    | Chris Ingram       | 70     |
| 3    | Aleksiej Łukjaniuk | 44     |
| 4    | Oliver Solberg     | 39     |
| 5    | Pepe López         | 35     |